# Giacomo Balla
Giacomo Balla (Torino, 18 luglio 1871 – Roma, 1º marzo 1958) è stato un pittore, scultore, scenografo e autore di "paroliberi" italiano. Fu un esponente di spicco del Futurismo firmando assieme agli altri futuristi italiani i manifesti che ne sancivano gli aspetti teorici.

## Biografia
Figlio unico di Lucia Giannotti, sarta, e di Giovanni, chimico industriale ed appassionato fotografo dilettante, restò orfano del padre a nove anni. La madre investì tutti i propri guadagni nell'educazione del figlio che fin da adolescente mostrò interesse per l'arte: iniziò a studiare il violino, ma abbandonò presto la musica per dedicarsi alla pittura e al disegno. Dopo gli studi superiori si iscrisse all'Accademia Albertina, dove studiò prospettiva, anatomia e composizione geometrica, sotto l'insegnamento di Giacomo Grosso. In seguito frequentò le lezioni di psichiatria e di antropologia criminale di Cesare Lombroso. Si appassionò alla fotografia e frequentò lo studio del pittore e fotografo Oreste Bertieri.
Nel 1891 esordì come pittore presso la Società promotrice di Belle Arti di Torino, ambiente frequentato dall'aristocrazia e dall'alta borghesia torinese; in questo contesto conobbe Edmondo De Amicis e Pellizza da Volpedo.
Nel 1895 lasciò Torino per stabilirsi con la madre a Roma dove rimase tutta la vita.
Qui si avvicinò alla nuova tecnica divisionista, diventandone promotore e trovando subito un buon seguito di allievi (tra loro Boccioni, Severini, Sironi). Nel 1904 in Campidoglio sposò Elisa Marcucci, anche lei sarta, conosciuta grazie all'amico Duilio Cambellotti. Dal matrimonio nacquero due figlie, Luce (Lucia) (1904-1994) ed Elica (1914-1992).
Nel 1903 espose alla V Biennale di Venezia; è la prima di successive partecipazioni postume..
La sua attività creativa fu molto intensa nei primi anni 1910, ispirata dallo stile divisionista, ma a partire dal 1911 espresse nuovi interessi stilistici ed entrò in una nuova fase di ricerca pittorica tesa a rappresentare il dinamismo, il movimento; tracciò su foglio o su tela linee di auto in corsa e altre figure in movimento.

### Il Futurismo
Negli anni della prima guerra mondiale perseguì l'idea di un'arte totale, definita Arte-azione futurista. Specialmente dopo il 1916, alla morte di Boccioni (a cui nel 1925 dedicò l'opera Il pugno di Boccioni), fu il protagonista indiscusso del movimento. Totalmente convertito al futurismo, vendette tutte le proprie opere figurative all'asta e iniziò a firmare le successive con lo pseudonimo FuturBalla.
Nel 1914 firmò il manifesto futurista Le vêtement masculin futuriste a cui seguì qualche mese dopo l'edizione italiana intitolata Il vestito antineutrale, pubblicazione corredata con figurini e modelli. Fu un invito ad adottare l'estetica futurista attraverso l'abbigliamento; teorizzò e propose di sostituire il vecchio, cupo e soffocante abbigliamento maschile con uno più dinamico, più audace e variopinto, asimmetrico, che rompesse con la tradizione e si adeguasse al concetto futurista di modernità e progresso; un abito che inoltre facesse riferimento alla guerra e rendesse l'uomo più aggressivo e festoso.
Sempre inseguendo l'estetica futurista, trasformò la propria abitazione decorando pareti e mobili in un tripudio di forme dai colori smaglianti.
Ancora nel 1914 realizzò i fiori futuristi nel giardino di Casa Cuseni a Taormina; qui, insieme a Depero, fu autore anche di molte decorazioni murali.
Nel 1915, ancora con Depero, firmò il manifesto Ricostruzione futurista dell'Universo dove teorizzò come il dinamismo pittorico e il dinamismo plastico si collegassero alle parole in libertà e all'arte dei rumori:
.
Iniziò a lavorare sull'onomatopea, a comporre tavole parolibere e a progettare scenografie mettendo in evidenza i collegamenti tra l'immagine e la dimensione fonetico-rumorista.
Dal manifesto scaturirono le idee del "giocattolo futurista", del "paesaggio artificiale", dell'"animale metallico", del "vestito trasformabile", del "concerto plastico-motorumorista nello spazio", della "réclame fono-monoplastica".
Nel 1917 progettò le scene per Feu d'artifice, balletto senza danzatori che andò in scena al Teatro Costanzi di Roma, prodotto dai Ballets Russes di Diaghilev, con musiche di Igor' Fëdorovič Stravinskij. Nello stesso periodo creò arredi, mobili, suppellettili e partecipò alle sequenze del film Vita futurista (1916), presenziando con Marinetti alle riprese.
Nell'ottobre del 1918 pubblicò il Manifesto del colore, un'analisi del ruolo del colore nella pittura d'avanguardia.

### Il periodo fascista
Nel 1921 dipinse le pareti del Bal Tic Tac, locale di cabaret romano dove si suonava Jazz; ambiente alla moda per tutti gli anni 1920, poi decaduto e chiuso, fu riscoperto recentemente durante la ristrutturazione di una palazzina sede della Banca d'Italia.
Nell'ambito della sua adesione al futurismo, che Balla portò avanti senza sosta, nel 1926 scolpì una statuetta raffigurante Mussolini, con alla base la scritta: "Sono venuto a dare un governo all'Italia". L'opera fu consegnata direttamente al duce. Negli anni trenta diventò l'artista del fascismo per eccellenza, apprezzatissimo dalla critica. Tra 1932 e 1935 realizzò Marcia su Roma, realizzato sul retro di un'altra tela, Velocità astratta del 1913; l'opera mostrò un richiamo a Il quarto stato di Pellizza da Volpedo.
Nel 1937 scrisse una lettera al giornale Perseo: quindicinale di vita italiana con la quale si dichiarò ormai estraneo alle attività futuriste:
Da quel momento Balla venne accantonato dalla cultura ufficiale, sino alla rivalutazione delle sue opere, e di quelle futuriste in genere, avvenuta nel dopoguerra.
In tarda età fece ritorno al figurativismo.

### Il secondo dopoguerra
Nel 1949 alcune sue opere, tra cui il famoso dipinto Dinamismo di un cane al guinzaglio del 1912, vennero esposte al MoMa alla mostra: Twentieth-Century Italian Art, mostra che ne decretò un tardivo riconoscimento internazionale.
Morì a Roma il 1º marzo 1958 all'età di 86 anni, nell'appartamento di via Oslavia, accudito dalle figlie Luce ed Elica. Venne sepolto al Cimitero del Verano.
Nel 1959 due sue opere (Ragazza con il cerchio e Colpo di fucile) furono esposte alla mostra 50 anni d'arte a Milano. Dal divisionismo ad oggi, organizzata dalla Permanente.

## Riconoscimenti
- Nel 2003 il suo dipinto "Dinamismo astrale" (1929), conservato nella collezione di arte contemporanea al Ministero degli affari esteri, è stato scelto come soggetto per il foulard commemorativo della presidenza italiana del Consiglio dell'Unione europea.

## Opere principali
- Luna Park, Parigi (1899)
- Letizia Pesaro Maurogonato (1901)
- La famiglia Carelli (1901-1902)
- Bambina con fiori (1902)
- Fallimento (1902)
- La fidanzata a Villa Borghese (1902)
- La madre (1902 circa)
- Ritratto di Nunzio Nasi (1902)
- Ritratto di signora all'aperto (1903)
- Grande serata nera al salone Margherita. Serata nera (1903-1904)
- Polittico dei viventi: il contadino (1903-1905)
- Polittico dei viventi: la pazza (1903-1905)
- La giornata dell'operaio (lavorano, mangiano, ritornano) (1904)
- Il dubbio (1907-1908)
- Ritratto di Carlo Fontana, 1907
- Lampada ad arco (1909 o 1911)
- Villa Borghese - Parco dei daini (1910)
- La mano del violinista (1912)
- Dinamismo di un cane al guinzaglio (1912)
- Ragazza che corre sul balcone (1912)
- Compenetrazione iridescente n. 7 (1912)
- Compenetrazione iridescente n. 13 (1912)
- Velocità d'automobile (1912)
- Linee andamentali + Successioni dinamiche (1913)
- Movimenti rapidi: Sentieri in movimento + sequenze dinamiche (1913)
- Volo di rondini (1913)
- Velocità astratta (1913)
- Velocità d'automobile (1913)
- Velocità d'automobile + luce + rumore (1913)
- Compenetrazione iridescente n. 4 (1913 circa)
- Compenetrazione iridescente radiale (1913-1914)
- Velocità astratta + rumore  (1913-1914)
- Forma rumore motociclista  (1913-1914)
- Mercurio passa davanti il Sole (1914)
- Bozzetto di scena per macchina tipografica (1914)
- Insidie di guerra (1915)
- Sventolamento (1915)
- Forme grido viva l'Italia (1915)
- Bandiere all'altare della patria (1915)
- Mimica sinottica: costume per la Donna Cielo (1915)
- Linea di velocità + forma + rumore (1915)
- Velo di vedova + paesaggio (Corazzata + Vedova + Vento) (1916)
- Bozzetto di scena per il balletto "Feu d'artifice" di igor Stravinsky (1917)
- Spazzolridente (1918)
- Composizione futurista (1918)
- Linee forza di paesaggio + giardino (1918)
- Espansione di primavera (1918)
- Verso la notte (1918), olio su tela
- Linee spaziali + luce (1919 circa)
- Siamo in quattro (beato chi li trova) (1920 circa)
- Numeri innamorati (1920)
- Autostato d'animo (1920)
- Scienza contro oscurantismo (1920)
- Pessimismo e ottimismo (1923)
- Bozzetto per tre francobolli Anniversario della Marcia su Roma (1923)
- Bozzetto di scena per balletto futurista (1925 circa)
- Mio istante del 4 aprile 1928 ore 10 più due minuti (1928)
- Idealfiamma (1929)
- Pappagalli (1929)
- Pappagalli e serpente (1929)
- Pappagalli e scimmia (1929)
- Pappagallo e scimmie (1929)
- Illustrazioni del libro "Le ventisette cantate della rivoluzione" (Virgilio Fiorentino), ed. Pinciana 1930 (100 esemplari)
- Marcia su Roma (verso di Velocità astratta) (1931-1933)
- Espansione profumo (recto), Primo Carnera (verso) (1933)
- La fila per l'agnello (1942)